# El Jagüey, Maravatío
El Jagüey är en ort i Mexiko.   Den ligger i kommunen Maravatío och delstaten Michoacán de Ocampo, i den södra delen av landet, 130 km väster om huvudstaden Mexico City. El Jagüey ligger 2 372 meter över havet och antalet invånare är 188.
Terrängen runt El Jagüey är kuperad åt nordost, men åt sydväst är den platt. Runt El Jagüey är det ganska tätbefolkat, med 192 invånare per kvadratkilometer. Närmaste större samhälle är Maravatío, 13,5 km nordväst om El Jagüey. I omgivningarna runt El Jagüey växer huvudsakligen savannskog.